# Saussurea pectinata
Saussurea pectinata là một loài thực vật có hoa trong họ Cúc. Loài này được Bunge ex DC. miêu tả khoa học đầu tiên năm 1838.